# Assemblée d'Offenbourg de 1847
Pour les articles homonymes, voir Assemblée d'Offenbourg.
L'assemblée d'Offenbourg de 1847 est un rassemblement populaire d'environ 800 à 900 personnes qui a lieu le 12 septembre 1847 devant l'auberge Salmen à Offenbourg dans le grand-duché de Bade.
Elle proclame une liste de 13 « revendications du peuple de Bade », qui concernent principalement les droits fondamentaux des citoyens.
Ce programme s'il n'est pas vraiment nouveau, est ensuite repris par l'ensemble du mouvement démocrate allemand.
Il comporte des éléments qu'on peut considérer comme pré-socialistes, liés à la situation sociale très difficile pour les classes les plus défavorisées.

## L'assemblée
Le rassemblement est organisé depuis Mannheim par les démocrates radicaux Gustav Struve, Valentin Streuber (de) et Friedrich Hecker dans le cadre de la campagne électorale pour l'élection complémentaire de la seconde chambre de Bade.
Offenbourg est à l'époque un nœud ferroviaire important dans le pays de Bade, ainsi d'une circonscription électorale importante convoitée par le candidat de gauche Christian Kapp (de). Pour ces raisons, la ville est choisie comme lieu de l'événement, et Kapp comme orateur principal par les autres radicaux soucieux de le soutenir. Le maire Gustav Rée (de) conduit pour sa part les débats.

## Les revendications

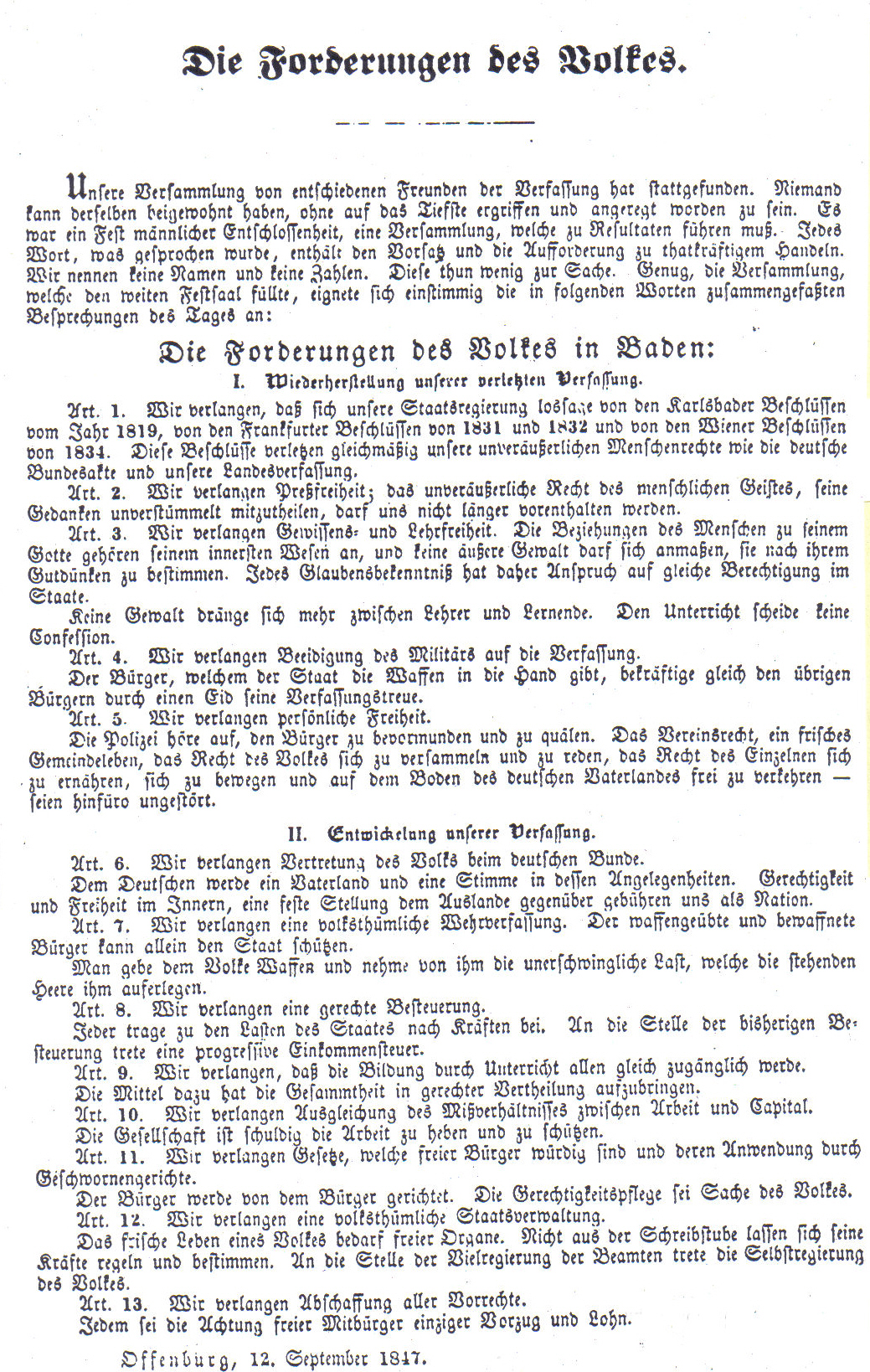
Liste des revendications du peuple de Bade

L'assemblée demande l'« autogouvernance du peuple » suivant le modèle de la constitution américaine. Elle réclame également la réduction du pouvoir des bureaucrates et des jésuites, ainsi que des impôts et des taxes.
Le début de l'industrialisation, qui a en effet ruiné les artisans et les petits fabricants traditionnels, tout comme le pouvoir du capital, qui « réduit le travailleur au rôle d'esclave », sont fortement critiqués. Pour les remplacer, une organisation en coopératives est réclamée. De même, la concentration du capital et des propriétés devaient être limitée.
La liste des revendications du peuple du 12 septembre 1847, qui résulte de la réunion, imprimée aussi bien en tracts que dans les journaux, contient ainsi un catalogue de droits fondamentaux :
- Le premier article exige le retraits des décrets de Karlsbad, des mesures répressives décidées au Bundestag de Francfort après la révolution de 1830, des décisions issues du congrès de Vienne. Il réclame au contraire que le Bundesakte (acte fondateur de la confédération germanique) soit respecté, tout comme la constitution du pays de Bade de 1818 rédigée par Karl Friedrich Nebenius (de).
- L'article 2 exige le retour de la liberté de presse, d'enseigner, de croyance et de conscience.
- L'article 4 et 7 demandent l'armement du peuple et que les militaires prêtent serment sur la constitution.
- L'article 5 exige la liberté de rassemblement et d'association, ainsi que celle non restreinte de déplacement au sein des limites de la confédération. Le pouvoir de tutelle de la police doit être également restreint.
- L'article 6 demande la convocation d'une assemblée représentative populaire pour l'Allemagne.
- Les articles 8, 9 et 10 concernent les questions sociaux-économiques. On exige plus de justice sociale avec la mise en place d'un impôt sur le revenu progressif et un libre accès à l'éducation. Un « rééquilibrage entre travail et capital » est exigé, tout comme l'obligation de la protection du travail par l'État.
- Les articles 11 et 12 décrivent l'organisation du pouvoir exécutif et judiciaire avec notamment l'introduction de cour d'assise, de l'« autogouvernance du peuple » à la place de la dictature des fonctionnaires.
- L'article 13 déclare l'égalité entre tous les citoyens.

## Postérité
En commémoration des événements de 1847, chaque année est fêté à Offenbourg un « jour de la liberté » en septembre.

## Citations
1. ↑  « Forderungen des Volkes in Baden »
2. ↑  « Selbstregierung des Volkes »
3. ↑  « den Arbeiter zum Sklaven herabsinken »
4. ↑  « Freiheitstag »